# 燕青

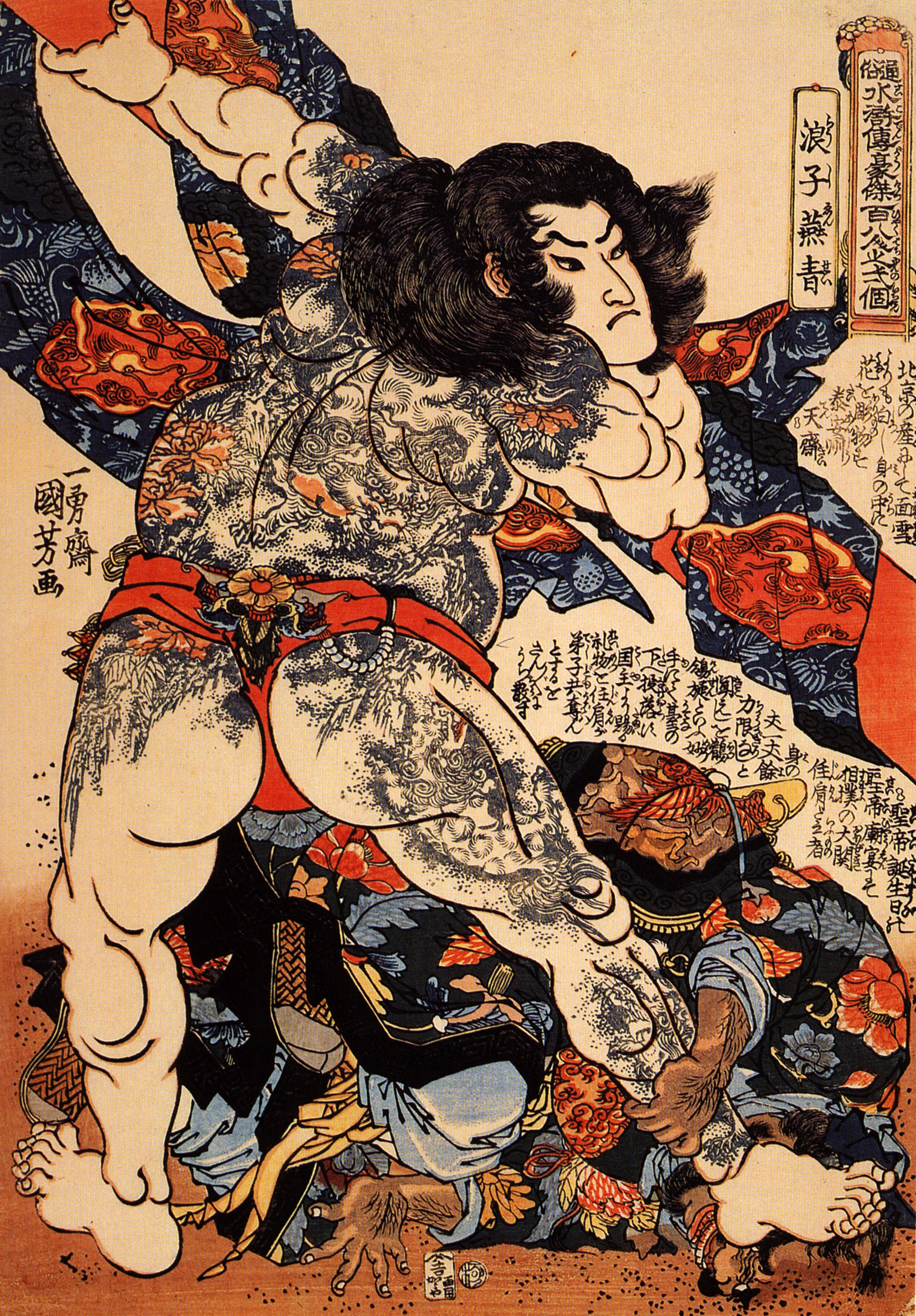
歌川国芳「通俗水滸伝豪傑百八人之一個・浪子燕青」

燕 青（えん せい）は、中国の小説で四大奇書の一つである『水滸伝』の登場人物。
梁山泊での地位は第三十六位で、天罡星三十六星では末席にあたる好漢。天巧星の生まれ変わりで、渾名は伊達者を意味する浪子（ろうし）。年齢は登場時で22歳と、時期的に考えて梁山泊でも最年少の部類に入る。体格は小柄で細身、色白で絹のような肌を持った絶世の美青年。全身に見事な刺青を入れている。多芸多才な人物で弩の腕は百発百中、小柄ながらも相撲（拳法の秘宗拳の開祖とされる）の達人である。また遊びや音楽、舞踊等の芸事、商売人の隠語や各地の方言にまで精通し、頭の回転も非常に速くしばしば機転を利かせた。また、粗暴なことで知られる李逵を制御する事ができる。
盧俊義とは主従関係にあり、彼に対して絶対的な忠誠心、むしろ親か兄に対する絆のようなものを抱いている。梁山泊へ入ったのも盧俊義のためである。盧俊義も妻より彼のことを可愛がっているようだが、自信家で自己中心的な所のある性格ゆえか、ぞんざいに扱ったり意見を無視することも多々ある。しかしそのたびに燕青の言うとおり盧俊義は失敗する。そして最後にはそのせいで2人は永訣することになるのである。

## 生涯
幼くして孤児となった燕青は、北京一の資産家盧俊義に拾われてそこで育った。盧俊義は非常に彼を可愛がり、武芸や学問、芸事などを習わせた。それゆえ燕青も盧俊義に恩義を感じ、他の誰より忠誠を誓い、使用人として豆々しく働いた。
ある日、従者（実は李逵）を伴った占い師（実は呉用）が盧俊義の店にやってきた。占い師に剣難の相を指摘された盧俊義は、厄を払うため泰安州へと旅行に旅立つ。燕青は、長旅であり梁山泊の近くを通るのは危険として制止するが、聞き入れられず留守を任される。やがて番頭の李固ら同行者が戻ってくるが、盧俊義の姿がない。李固の話によると、盧俊義は梁山泊と通じていてもう戻ってこないという。そして李固は、もともと姦通していた盧俊義の妻の賈氏ともども盧俊義を役所に訴え、あろうことか店を乗っ取ってしまった。盧俊義を信じる燕青は食ってかかったが、店の人々は役所を後ろ盾にする李固を恐れて同調せず、李固に着物や私物まで取り上げられ、店を追い出された。さらに他の知り合いにも李固の手が回っていたため、燕青は乞食にまで身を落としてしまう。
その後、何も知らない盧俊義が戻ってきた。燕青は、城門で盧俊義の馬にすがり付いて事の顛末を説明し、北京に戻らないよう懇願するが、盧俊義はまともに取り合おうとしない。それでも涙を流しながら諌める燕青に、盧俊義はかえって腹を立て「お前は本当は何か不手際を起こして屋敷を追い出されたんだろう。だからある事ない事言い付けているんだな」と言い放ち、燕青を振り払って家に戻った。その結果、盧俊義は即逮捕され、流罪となった。
燕青は心配になって城内へ潜入し、そこで李固は首斬り役人の蔡福をはじめ、護送役人に賄賂を贈り、盧俊義抹殺を依頼しているのを目撃した。燕青は護送される盧俊義一行を密かに追跡し、護送役人が暗殺を実行しようとした時、これを射殺し盧俊義を救出した。しかし、燕青が食料を調達している間に盧俊義は再び捕らえられてしまう。矢が尽きていた燕青はどうすることもできず、無一文でもあったためしかたなく追い剥ぎを決意して、前を歩いていた2人組を襲撃、1人を倒すが、もう1人に押さえ込まれてしまう。実はこの2人は、盧俊義の様子を探りに行く途中の楊雄、石秀であった。燕青はそれがわかると事の顛末を説明し、盧俊義救出への協力を依頼した。楊雄はこれを快諾、石秀1人を北京へ向かわせ、自身は燕青を梁山泊へ連れて行った。その後、燕青は梁山泊とともに北京を襲撃、盧俊義を救出し李固と賈氏らを生け捕りにして、処刑した。そしてここで燕青は主とともに正式に梁山泊入りした。
直後の晁蓋の弔い合戦では、盧俊義とともに梁山泊の仇敵史文恭を捕える活躍をし、百八星集結後は歩兵軍頭領の一人に任命される。その後も李逵とともに宋江、柴進の偽者を退治したり、泰山の奉納相撲大会で2年連続の優勝者の擎天柱任原を破るなど活躍した。戦闘以外でも、普段は琴を弾いて皆を楽しませるなどし、帝のお気に入りの芸妓、李師師と関係を築き、梁山泊の朝廷への帰順の最大の功労者となった。
帰順後の戦いではやはり盧俊義に付き従い、方臘との戦いでは柴進とともにスパイとして方臘の本拠に侵入、方臘の信頼を勝ち取り最終決戦で内応、方臘の甥・方傑を討ち取り内部から敵を切り崩した。
その後、凱旋途中、燕青は盧俊義に「大事なった今は、富貴を求めるよりどこかに隠棲しましょう」と説いた。が、盧俊義は「故郷に錦を飾ろうとしているのに、何を馬鹿なことを申すのか」と取り合わなかった。燕青は取り合わないと知ると、涙を流し暇乞いをした。「私を置いてどこへ行くのか」と言う盧俊義に、燕青は「いつもあなた様のおそばにおります」と返答し、翌朝にはその姿は消えており、置手紙だけが残っていた。その後、富貴を求めた盧俊義は非業の死を遂げることになったが、その一方の燕青の行方を知る者はなかった。